# Ермакс, Ромуалдс
Ро́муалдс Е́рмакс (латыш. Romualds Jermaks, в советское время Ромуальд Болеславович Ермак; род. 10 июня 1931, Шкяунская волость) — латвийский композитор. Заслуженный артист Латвийской ССР (1989).

## Биография
Сын Болеслава Ермака (1890—1970), органиста Ландскоронской церкви в Шкяуне. Согласно собственным воспоминаниям музыканта, его отец выучился на органиста, но не чуждался и занятий фермерством. С установлением Советской власти семья была признана кулацкой, её имущество конфисковано, после чего все выжившие члены семьи (старший из четырёх братьев Ермакса был призван в немецкую армию и погиб) вынуждены были перебраться из окраинной сельской местности в города. Юный Ромуалдс пас коров в предместьях Риги, затем окончил школу в Слоке. Интерес к музыке он унаследовал не только от отца, но и от погибшего старшего брата, хорошо игравшего на трубе.
В 1954—1957 гг. учился в Музыкальной школе имени Язепа Медыня, после чего изучал композицию у Яниса Иванова в Латвийской государственной консерватории. Неофициально занимался также игрой на органе под руководством Николая Ванадзиня. Получив в 1962 году диплом с отличием, недолгое время преподавал в музыкальных школах в Резекне и Цесисе, затем в 1964—1971 гг. работал звукоинженером на Латвийском телевидении. C 1971 г. преподавал композицию в Латвийской консерватории, в 1992—1997 гг. вёл также уроки органа в Даугавпилсской музыкальной школе.
Супруга — музыковед Илма Грауздыня; в семье выросли пять дочерей и один сын. Брат Янис Ермакс (1937—2014) также был органистом, работал в рижской Церкви Святого Франциска.

## Творчество
Ермаксу принадлежит около 900 музыкальных произведений, написанных между 1960 и 2018 гг. Значительная их часть предназначена для органа; для того, чтобы облегчить себе работу над органной музыкой, Ермакс в 1980-е гг. построил орган в своём летнем доме в Апшуциемсе, где также проводил неформальные музыкальные фестивали. Ермаксу принадлежат концерты для органа с оркестром (1969, 1976, 1978, 1992; для двух органов с камерным ансамблем — 1983, для виолончели и органа с оркестром — 1995). Органное сопровождение чаще всего предусмотрено также в вокальных и хоровых сочинениях Ермакса, среди которых, в частности, цикл «Шесть песен на слова Тагора» (латыш. Sešas dziesmas ar Tagores vārdiem; 1970). Значительное место в творчестве Ермакса занимают хоровые и органные обработки латышских народных песен. В постсоветское время Ермакс нередко обращался к церковной музыке, сочинив, в частности, Торжественную мессу по случаю визита Иоанна Павла II в Латвию (1993).